# Ursula Moore
Ursula Moore (Hungría; 21 de mayo de 1976) es una actriz pornográfica húngara retirada.

## Biografía
Nació en Hungría en mayo de 1976. No se sabe mucho de su vida antes del año 1995, momento en que a sus 19 años entra en la industria pornográfica.
Desde sus comienzos, trabajó en varias producciones de Vivid, Sin City, Private, Evil Angel, Elegant Angel o VCA, entre otras.
En el año 1998 ganó su primer Premio AVN en la categoría de Mejor escena de sexo chico/chica por la película Buda, premio que compartió con su compañero de escena Rocco Siffredi.
Otras películas de su filmografía son Air Tight 3, Aphrodite, Eternal Desire, Euro Mania, Lesbian Waterfest, New Revelations u Off Limits.
Ursula Moore decidió retirarse de la industria en 2002, dejando tras de algo más de 140 películas rodadas como actriz.

## Premios y nominaciones
| Año  | Ceremonia   | Resultado | Premio                           | Trabajo |
| ---- | ----------- | --------- | -------------------------------- | ------- |
| 1998 | Premios AVN | Ganadora  | Mejor escena de sexo chico/chica | Buda    |